# Sulejman Demollari
Sulejman Demollari (n. 15 mai 1964 în Tirana) cunoscut și cu numele Sul Demollari este un fotbalist albanez retras din activitate. Din 1991 până în 1995 a evoluat la echipa de fotbal Dinamo București, unde a jucat 100 de meciuri și a înscris 36 de goluri. A evoluat în 45 de meciuri pentru echipa națională de fotbal a Albaniei, fiind al unsprezecelea ca număr de apariții din istoria echipei. Are în palmares două eventuri în campionatul Albaniei și un titlu în Divizia A.